# Спесартин
Спесартинът е незосиликат, вид манганов алуминиев гранат, Mn2+3Al2(SiO4)3. Понякога погрешно е наричан спесартин.
Името на спесартина е производно от Шпесарт в Бавария, Германия, типичното находище на минерала. Среща се най-често в гранитен пегматит и сродни типове скали и в някои нискокачествени метаморфни филити. Находища има в Австралия, Мианмар, Индия, Афганистан, Израел, Мадагаскар, Намибия, Нигерия, Мозамбик, Танзания и Съединените щати. Спесартинът в оранжево-жълто оцветяване е наречен мандаринов гранат и се среща в Мадагаскар. Виолетово-червените спесартини се срещат в риолитите в Колорадо и Мейн. Оранжевите гранати са резултат от голямо наличие на натриеви пегматити. Спесартини се срещат в скалната основа във високите части на долината Сахатани. Тези в алувия обикновено се намират в южната част на Мадагаскар или в района на Маеватанана.
Спесартинът образува с алмандина серия от твърди разтвори от вида гранат. Добре оформени кристали от тази серия, вариращи по цвят от много тъмночервено до ярко жълто-оранжево, са намерени при с. Латинка, област Кърджали. Спесартинът, подобно на другите гранати, винаги се среща като смес с други видове. Скъпоценните камъни с високо съдържание на спесартин имат тенденция към светлооранжев оттенък, докато преобладаването на алмандин предизвиква червени или кафеникави нюанси.